# Грудзинский, Михал
Михал Войцех Грудзинский (пол. Michał Wojciech Grudziński; род. 8 февраля 1944) — польский актёр театра, кино и телевидения.

## Биография
Михал Грудзинский родился в Варшаве. Режиссёрское и актёрское образование получил в Государственной высшей театральной школе (теперь Театральная академия им. А. Зельверовича в Варшаве), которую окончил в 1970 году. Дебютировала в театре в 1971 году. Актёр театров в Познани (Польский театр, Новый театр), выступает в спектаклях польского «театра телевидения» с 1973 года.

## Избранная фильмография
- 1971 — Третья часть ночи / Trzecia część nocy
- 1972 — Дьявол / Diabeł
- 1975 — Ночи и дни / Noce i dnie
- 1976 — Периферийный роман / Romans prowincjonalny
- 1979 — Страхи / Strachy
- 1983 — Жаль твоих слёз / Szkoda twoich łez
- 1998 — Экстрадиция 3 / Ekstradycja 3 (только в 10-й серии)
- 1999 — Последняя миссия / Ostatnia misja

## Признание
- 1975 — Премия Общества польско-советской дружбы.
- 1976, 1984, 1989 — Награда за роль — Опольские театральное сопоставления.
- 1978 — Заслуженный деятель культуры Польши.
- 1983 — Бронзовый Крест Заслуги.
- 1995 — Награда за роль — XXXV Калишские театральные встречи.
- 2005 — Золотой Крест Заслуги
- 2006 — Серебряная медаль «За заслуги в культуре Gloria Artis».